# Општина Кришан
Општина Кришан (рум. Comuna Crișan) је општина у жупанији Тулча у Румунији. Седиште општине је насеље Кришан. Према попису из 2021. у општини је живело 1.092 становника. Простире на површини од 383,34 km².

## Становништво
| 1992. | 2002. | 2011. | 2021. |
| ----- | ----- | ----- | ----- |
| 1.362 | 1.414 | 1.228 | 1.092 |

Општина Кришан је на попису 2021. године имала 1.092 становника, за 136 мање (-11,07%) од претходног пописа 2011. године када је било 1.228 становника. Већину становништва чине Румуни, а од мањина највише има Украјинаца.
| Етнички састав према попису из 2021.‍ | Етнички састав према попису из 2021.‍ | Етнички састав према попису из 2021.‍ | Етнички састав према попису из 2021.‍ | Етнички састав према попису из 2021.‍ |
| ------------------------------------ | ------------------------------------ | ------------------------------------ | ------------------------------------ | ------------------------------------ |
|                                      |                                      |                                      |                                      |                                      |
| Румуни                               | Румуни                               |                                      | 846                                  | 77,47%                               |
| Липовани                             | Липовани                             |                                      | 106                                  | 9,71%                                |
| Украјинци                            | Украјинци                            |                                      | 64                                   | 5,86%                                |
| Остали                               | Остали                               |                                      | 4                                    | 0,37%                                |
| Непознато                            | Непознато                            |                                      | 72                                   | 6,59%                                |

### Насеља
Општина се састоји из 3 насеља.
| Насеље         | Румунски назив | Број становника | Број становника |
| Насеље         | Румунски назив | 2011.           | 2021.           |
| -------------- | -------------- | --------------- | --------------- |
| Караорман      |                | 309             | 227             |
| Кришан         |                | 462             | 423             |
| Мила 23        |                | 457             | 442             |
| Општина Кришан |                | 1.228           | 1.092           |